# Saint-Hilaire-la-Forêt
Saint-Hilaire-la-Forêt là một xã ở tỉnh Vendée trong vùng Pays de la Loire, Pháp. Xã này có diện tích 10,88 km², dân số năm 2006 là 560 người. Xã này nằm ở khu vực có độ cao trung bình 25 mét trên mực nước biển.

## Biến động dân số
| Năm | 1962 | 1968 | 1975 | 1982 | 1990 | 1999 | 2006 |
| --- | ---- | ---- | ---- | ---- | ---- | ---- | ---- |
| Dân số | 217  | 266  | 260  | 289  | 363  | 423  | 560  |
| From the year 1962 on: No double counting—residents of multiple communes (e.g. students and military personnel) are counted only once. |      |      |      |      |      |      |      |